# Wólka Smolana (województwo świętokrzyskie)
Wólka Smolana – wieś w Polsce położona w województwie świętokrzyskim, w powiecie koneckim, w gminie Smyków.
W latach 1975–1998 miejscowość należała administracyjnie do województwa kieleckiego.
Przez miejscowość przepływa niewielka rzeka Czarna Taraska dopływ Czarnej.
Przez wieś przechodzi  czerwony szlak turystyczny z rezerwatu przyrody Diabla Góra do Łącznej.
Wierni Kościoła rzymskokatolickiego należą do parafii Matki Bożej Częstochowskiej w Miedzierzy.